# Gubazes I
Gubazes I di Lazica (in georgiano გუბაზი?; fl. 450) fu re di Lazica da data ancora non ben definita, ma comunque precedente dall'anno 450, fino alla sua abdicazione, avvenuta nel 456. Nel 466, dopo aver ottenuto il perdono dell'imperatore romano Leone I, riuscì a tornare sul trono, per restarvi, si suppone, fino alla morte, la cui data ci è però sconosciuta.

## Biografia

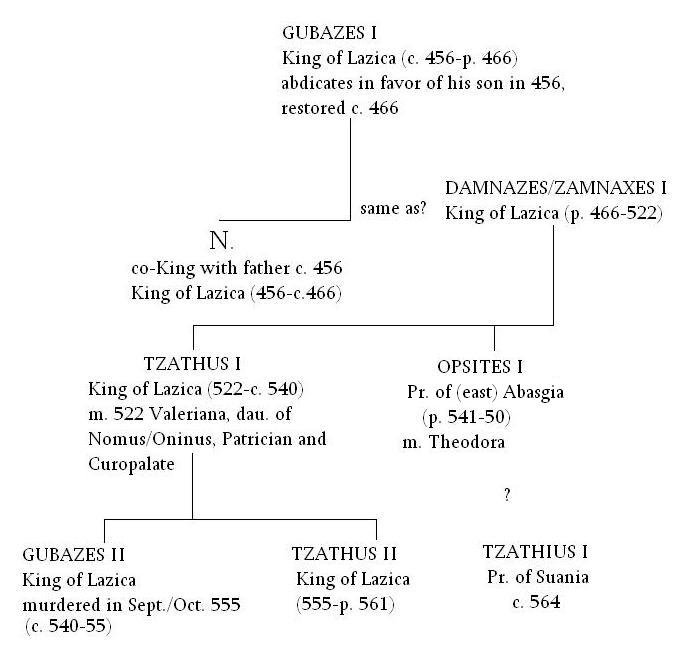
Un possibile albero genealogico della famiglia reale laza redatto da Cyril Leo Toumanoff

Le informazioni che ci sono pervenute circa questo sovrano sono molto poche, e sono soprattutto relative ai rapporti tenuti dal sovrano con l'Impero Romano d'Oriente, come quelle che ci sono pervenute attraverso le cronache dello storico del V secolo Prisco di Panion, e con l'Impero sasanide. È noto che nel 456 Gubazes I tentò di negoziare un'alleanza proprio con l'Impero sasanide, allora guidato da Yazdgard II, al fine di liberarsi dell'egemonia che i romani esercitavano sulla Lazica. Per tutta risposta, l'imperatore Marciano inviò una spedizione militare nel regno di Lazica, intimando a Gubazes di abdicare o di deporre suo figlio, che il sovrano aveva associato al trono proprio nel 456, affermando che fosse contro la tradizione il fatto che una regione avesse due governanti nello stesso tempo. Gubazes decise quindi di abdicare in favore del figlio, forse il principe Damnazes, e, nel 466, visitò Costantinopoli, dove dovette dapprima subire le ire dell'imperatore Leone I, detto il Trace, per poi fare ritorno nelle proprie terre dove, dopo essere stato perdonato da Leone, sembra che abbia potuto riprendere a governare. Il viaggio di Gubazes è menzionato anche nell'opera Vita di San Daniele lo Stilita, nel quale si narra che il sovrano lazo e Leone I fecero visita al monaco Daniele, il quale, oltre a impressione significativamente Gubazes, mediò anche un accordo tra i due monarchi.
I primi anni del periodo in cui Gubazes non fu al potere coincidono con la campagna lanciata contro il regno di Lazica dal vicino regno d'Iberia, sul cui trono sedeva allora Vakhtang I Gorgasali, e narrata nelle Cronache georgiane. Vakhtang agiva da vassallo dell'impero sasanide, che gli fornì supporto nella sua campagna ostile verso il regno di Lazica - lo stesso supporto che i sasanidi avevano offerto a Gubazes nel suo periodo di frattura con l'Impero Romano d'Oriente - ma la sua campagna non ebbe comunque successo.
Nel 468, con l'aiuto dei romani, Gubazes tentò di recuperare la Svanezia, regione montuosa della Lazica che aveva deciso di separarsi da essa preferendo rimanere alleata con i Sasanidi, tuttavia, salvo un paio di fortezze conquistate, il tentativo fallì, forse proprio a causa di un'interferenza degli Iberici, poiché sempre le Cronache georgiane alludono a un'altra campagna militare, questa volta vittoriosa, intrapresa da Vakhtang I in questo periodo.